# Eli Rothschild
Eli Rothschild (geboren 9. Dezember 1909 in Lübeck; gestorben 1998) war ein deutsch-israelischer Historiker.

## Leben
Eli Rothschild war ein Sohn des Zahnmediziners Hugo Rothschild (1882–1959) und der Hanna Adler  
(1889–1956). Er heiratete die Berliner Tänzerin Marianne Silbermann (1914–), die 1939 aus Deutschland emigrierte, sie hatten ein Kind.
Rothschild studierte von 1929 bis 1933 Germanistik, Geschichte und Philosophie in Frankfurt, Leipzig, Münster und Hamburg. Als Student arbeitete er 1931/1932 nebenher als Lehrer  bei der Synagogengemeinde Lippstadt. Nach der Machtergreifung der Nationalsozialisten 1933 deutete ihm sein Hamburger Doktorvater an, dass sein Dissertationsvorhaben über „Friedrich Nietzsche und die Juden“ nicht mehr dem Zeitgeist entspreche. Rothschild brach das Studium ab und emigrierte mit Unterstützung der Eltern als Student nach Palästina, wohin seine Eltern und seine drei Schwestern später ebenfalls auswanderten. Rothschild verdiente seinen Lebensunterhalt zunächst als ungelernter Schuster und ungelernter Tischler in einem Kibbuz der Arbeiterpartei HaPo’el haMisrachi bei Petach Tikwa und in Jerusalem. 1935 studierte er mit einem Stipendium der Jewish Agency an der Hebräischen Universität Jerusalem, kam aber zu keinem akademischen Abschluss.
Rothschild arbeitete in wechselnden Bereichen, ab 1936 bei der britischen Palestine Police im Grenzschutz, ab 1939 in einem Buchantiquariat, wurde Mitglied der Haganah und arbeitete ab 1943 für die Alijah und dann für die Irgun ʿOlej Merkas Ejropa (IOME, Selbsthilfeorganisation der Immigranten aus Mitteleuropa). Von 1948 bis 1952 war er Soldat der Israelischen Armee im Rang eines Oberleutnants, war danach bis 1957 Angestellter bei El Al und arbeitete danach bis 1962 wieder für die Einwandererorganisation I.O.M.E. 
Ab 1963 konnte er als Historiker beim Leo Baeck Institut forschen und ging nach Deutschland, um noch vorhandene Archivbestände zu jüdischen Gemeinden zu sichten. 
Rothschild war Mitglied der Loge B’nai B’rith, Präsidiumsmitglied der Altherren des Kartells Jüdischer Verbindungen (KJV) und Mitglied der Deutsch-Israelischen Gesellschaft.

## Schriften (Auswahl)
- Die Juden und das Heilige Land : Zur Geschichte des Heimkehrwillens eines Volkes. Hannover : Niedersächsische Landeszentrale für Politische Bildung, 1964
- (Hrsg.): Meilensteine : vom Wege des Kartells Jüdischer Verbindungen (KJV) in der Zionistischen Bewegung ; eine Sammelschrift. Tel Aviv : Präsidium d. KJV, 1972
- König Davids Kinder : eine Heimkehr-Chronik der Juden. Mainz : v. Hase und Köhler, 1979 ISBN 978-3-7758-0963-4
- Versöhnende Rufe : gesammelte Aufsätze. Hrsg. von Heinz Kremers und Ernst Horst Schallenberger. Zusammengestellt und bearbeitet von Alfred Tendick. Köln : Brill, 1985 ISBN 978-3-924254-02-5